# Scranton (Carolina del Sud)
Scranton és una població dels Estats Units a l'estat de Carolina del Sud. Segons el cens del 2000 tenia 942 habitants.

## Demografia
Segons el cens del 2000, Scranton tenia 942 habitants, 314 habitatges i 226 famílies. La densitat de població era de 438,2 habitants/km².
Dels 314 habitatges en un 35,4% hi vivien nens de menys de 18 anys, en un 42,7% hi vivien parelles casades, en un 25,2% dones solteres, i en un 28% no eren unitats familiars. En el 24,5% dels habitatges hi vivien persones soles el 8,3% de les quals corresponia a persones de 65 anys o més que vivien soles. El nombre mitjà de persones vivint en cada habitatge era de 2,53 i el nombre mitjà de persones que vivien en cada família era de 2,97.
Per edats la població es repartia de la següent manera: un 23,2% tenia menys de 18 anys, un 7,6% entre 18 i 24, un 25,5% entre 25 i 44, un 21,8% de 45 a 60 i un 21,9% 65 anys o més.
L'edat mediana era de 40 anys. Per cada 100 dones de 18 o més anys hi havia 82,1 homes.
La renda mediana per habitatge era de 24.605$ i la renda mediana per família de 27.292$. Els homes tenien una renda mediana de 25.600$ mentre que les dones 19.118$. La renda per capita de la població era de 13.094$. Entorn del 23,1% de les famílies i el 25,8% de la població estaven per davall del llindar de pobresa.

## Poblacions més properes
El següent diagrama mostra les poblacions més properes.